# 前橋市立第一中学校
前橋市立第一中学校（まえばししりつ だいいちちゅうがっこう）は、群馬県前橋市南町にある公立中学校。

## 沿革
- 1947年 - 前橋市表町（現在の前橋市立中央小学校のある場所）に開校
- 1956年 - 新校舎完成に伴い宗甫分町(現・南町)の現在の場所に移転。
- 1957年 - 校歌「暁の花」を制定し現在に至る。
- 1964年 - 体育館（初代）完成
- 2006年 - 体育館（二代目）完成
- 2017年 - 北校舎建て替え終了 (8月)

## 学校行事
- 4月 入学式
- 6月 林間学校・修学旅行・東京遠足（毎年わずかにズレあり）
- 9月 体育大会
- 11月 一中祭（文化祭）

マラソン大会
- 3月 卒業式

## 学区
- 大手町一丁目、二丁目、三丁目[1]
- 本町一丁目、二丁目
- 表町一丁目、二丁目
- 千代田町一丁目、二丁目、三丁目、四丁目、五丁目
- 紅雲町一丁目、二丁目
- 南町一丁目、二丁目、三丁目、四丁目
- 六供町
- 六供町一丁目、四丁目

## 交通
- JR両毛線前橋駅より徒歩5~10分

自転車通学は、自宅までの距離が正門から2㎞以上ある場合に限り許可されている。

## 周辺主要施設
- 前橋駅
- 前橋刑務所
- 前橋市民文化会館